# المرأة في الحرب العالمية الأولى

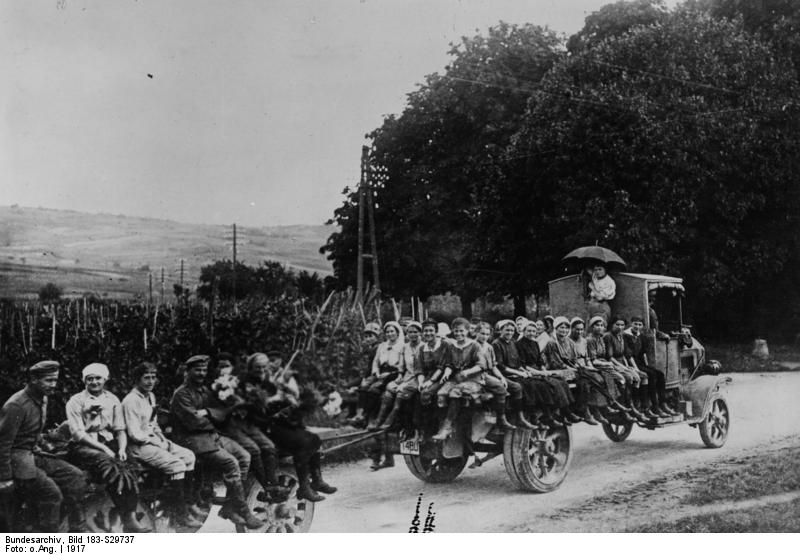
النساء الالمانيات في 1917 يعملن كمساعدات في الحرب

النساء في الحرب العالمية الاولى قد حشدت بأعداد لم يسبق لها مثيل على كافة الجوانب. صيغت الغالبية العظمى من هؤلاء النساء في قوة العمل المدنية لاستبدال الرجال الذين جندوا أو إلى العمل في مصانع الذخائر. خدمت الآف النساء في الجيش في أدوار الدعم، على سبيل المثال كممرضات، ولكن في روسيا خدمن النساء كفئات قتالية كذلك.

نساء يعملن في مصنع أقنعة الغاز في جنيف ، سويسرا

## بريطانيا العظمى
كما تطوعن النساء وخدمن في مهمات غير عسكرية. قبل نهاية الحرب، 80,000 جندن. معظمهن يخدمن كممرضات في الخدمة التمريضية للجيش الامبراطوري للملكة ألكسندرا (QAIMNS)، والإسعافات الأولية تمريض يومانري (FANY)، ومفرزة المتطوعين الطبية (VAD)؛ ومن عام 1917، في الجيش عندما تأسس فيلق الجيش المساعد للملكة ماري (WAAC). تم تقسيم WAAC إلى أربعة أقسام: الطبخ. الميكانيك؛ الكتابة والمتنوع. معظمهن بقين على الجبهة الداخلية، ولكن حوالي 9000 منهن خدمن في فرنسا.
تطوعت العديد من النساء على الجبهة الداخلية كممرضات، ومعلمات، وعاملات في وظائف الذكور التقليدية. تم توظيف أعداد كبيرة من النساء في صناعة الذخائر حتى نهاية الحرب. وقد تطوعن للحصول على المال، والروح الوطنية. وقد تضاعفت أجورهن لما قدمن في السابق (على الرغم من أنه لا يزال أقل بكثير من اجر الرجال). وكانت النساء الآتي يعملن في مصانع الذخائر يطلق عليهن المتذخرات (Munitionettes) وكان العمل الذي يقمن به طويل، ومتعب ومرهق وخطر على ابدانهن وصحتهن.

### مصانع الذخيرة
كانت النساء العاملات في مصانع الذخيرة أساسا من الطبقة الدنيا وكانت تتراوح أعمارهن ما بين 18 و30 سنة. ولعبن دورا حاسما في عمل رصاص البنادق والمتفجرات والطائرات وغيرها من المواد التي زودت في الحرب، وكان العمل خطير ومتكرر لأنهن كنَّ باستمرار يعملن داخل مصنع مغطى بالأبخرة السامة وكذلك تعاملهن مع الآلات الخطرة والمتفجرات.

### حملة الملصقات
الدعاية، كانت على شكل ملصقات لإغراء النساء للانضمام إلى المصانع في الحرب العالمية الأولى، لم تُمثل الجوانب الخطيرة لظروف العمل في زمن الحرب للإناث. فشلت الملصقات لتمثيل حساب دقيق للواقع من خلال خلق نداء مُرضي للنساء الذين انضموا إلى القوى العاملة، وفعلت جانبهن في الحرب.

### أستراليا
وتركز دور المرأة الأسترالية في الحرب العالمية الأولى أساسا على مشاركتهم في تقديم الخدمات التمريضية. 2,139 ممرضة أسترالية خدمت خلال الحرب العالمية الأولى كانت مساهماتهن أكثر أهمية مما كان متوقعا، مما أدى إلى المزيد من الاحترام للنساء في المهن الطبية.
صنعت بعض النساء بسكويت ANZAC الذي تم شحنه إلى الجنود. وقدمت البسكويت باستخدام وصفة من شأنها أن تسمح لهم بإبقاء الطعام لفترة طويلة دون تبريد.

### كندا
في ديسمبر 1914، نشرت جوليا جريس ويلز خطة كندا، وهو اقتراح لاقامة مؤتمر التوسط تتألف من المثقفين من الدول المحايدة الذين سيعملون على إيجاد حل مناسب للحرب العالمية الأولى. وقدمت خطة لكونغرس الولايات المتحدة، ولكن على الرغم من إثارة اهتمام الرئيس ويلسون، فشلت عندما دخلت الولايات المتحدة الحرب.
 ولم يكن هناك وجود النساء في القوات المسلحة الكندية، باستثناء 3,141 ممرضة الاتي يخدمن كلهن في الخارج وعلى الجبهة الداخلية. هؤلاء النساء، 328 قد منحن وسام من قبل الملك جورج الخامس، و46 ضحين بحياتهن في أداء واجباتهن. وعلى الرغم أن عددا من هؤلاء النساء تلقين ميداليات على جهودهن، لكن الكثير من الأفراد العسكريين رفيعي المستوى لا يزال يرى أنهن غير صالحات لهذا المنصب. وكان من ضمنهم العقيد غاي كارلتون جونز، الذي ذكر أن "عمل الخدمة الفعلية شديد للغاية، وجزء كبير من الR.N غير صالحات تماما لذلك، عقليا أو جسديا." على الرغم من أن الحرب العظمى، لم تكن مفتوحة رسميا للمرأة، فإنهن لم تشعرن بالضغوط في المنزل. كانت هناك فجوة في العمل عندما جند الرجال. سعى العديد من النساء لملء هذا الفراغ إلى جانب مواكبة مسؤولياتهن في المنزل. عندما اندلعت الحرب جُندت لارا غامبل في الفيلق الطبي بالجيش الكندي، لأنها عرفت أن تجربتها في مستشفىتورونتو ستكون رصيدا لجهود الحرب. وكانت الممرضات الكنديات فقط في جيوش الحلفاء اللاتي حملن رتبة الضابط. وغامبل كانت مع الصليب الأحمر الملكي، نالت ميدالية الدرجة الثانية 2ND، لتقديمها «أعظم براعة الممكنة والإخلاص الشديد في أداء الواجب».
 منحت لها في قصر باكنغهام خلال حفل خاص للممرضات الكنديات. كانت ممارسة الرعاية الصحية للحالات الشاذة الطبية التي لم يسبق لها مثيل من قبل خلال الحرب العالمية الأولى. وغاز الكلور الذي تم استخدامه من قبل الألمان تسبب  في إصابات لم تكن قد طور لها علاج. وكان العلاج الوحيد الذي يخفف من جنود كنديين المتضررين من الغاز هو الرعاية المستمرة التي حصلوا عليها من الممرضات. كانت الممرضات الكنديات معروفات بشكل جيد لا سيما بلطفهن.
ضن الكنديون أن النساء سوف يشعرن بتعاطف مع جهود الحرب، ولكن فكرة أنها سوف تسهم في مثل هذه الطريقة المادية أكثر سخافة. بسبب دعم  المرأة التي أثبتت من بداية الحرب، وبدأ الناس بمعرفة قيمتها في الحرب. في مايو 1918، عقد اجتماع لمناقشة إمكانية إنشاء فيلق المرأة الكندية. في سبتمبر، تمت الموافقة على الاقتراح، ولكن تم دفع المشروع جانبا بسبب ان انتهاء الحرب كان في الأفق.
على الجبهة الداخلية الكندية، كان هناك العديد من الطرق التي يمكن للمرأة أن تشارك في المجهود الحربي. انضمت لويس ألان إلى فيلق خدمات المزرعة في عام 1918، لتحل محل الرجال الذين أُرسلوا إلى الجبهة. وضعت ألان مكان إ.ب. سميث وأولاده حيث تقشر الفراولة لعمل المربى. تم فتح فرص العمل حتى في المصانع أيضا، حيث ارتفع الإنتاج الصناعي. أيام العمل لهؤلاء النساء تتكون من 10-12 ساعة، ستة أيام في الأسبوع. لأن الأيام تتألف من رتابة العمل الطويلة، جعلت العديد من النساء من محاكاة ساخرة من الأغاني الشعبية من خلال الحصول على يوم ورفع الروح المعنوية. اعتمادا على المنطقة في كندا، وأعطيت لبعض النساء خيار النوم في أي من الثكنات أو الخيام في المصنع أو المزرعة التي كنَّ يعملن فيها.
وفقا للبحث الذي صدر عن وزارة الأشغال العامة الكندية، كان هناك العديد من المجالات التي كان ت مناسبة لعمل للمرأة. وكانت: 
1. في مزرعة فواكه أو خضار.
2. في المعسكرات للطبخ للعاملات.
3. في المزارع المختلطة ومنتجات الألبان.
4. في المزرعة لمساعدة في إطعام حاصدي المحاصيل.
5. في مصانع التعليب، للحفاظ على الفواكه والخضروات.
6. لطرق الحليب.[18]

وبالإضافة إلى ذلك، شاركت العديد من النساء في المنظمات الخيرية مثل نادي أوتاوا للمرأة الكندية، مما ساعد على توفير احتياجات الجنود وأسر الجنود وضحايا الحرب.
واعتبرت النساء جنود على الجبهة الداخلية، تشجيعهم على استخدام كميات أقل من كل شيء تقريبا، وتكون مقتصد من أجل إنقاذ لوازم جهود الحرب. 

## فنلندا
- 11 نوفمبر 1918: تم تشكيل لوتا سفارد، وهي منظمة مساعدة تطوعية للنساء الفنلنديات.

## الأمبراطورية العثمانية
إلى جانب توفير خدمات الحضانة، نالت النساء أيضا أدوار رئيسية في القتال. 
س.إ.كروتشلي المدفعي 1914 - 1918 (1975), قال:
«إن دورية أسترالية أمسكت قناصة تركية تمتلك العديد من أقراص الهوية لجنود بريطانيين معلقة حول عنقها. أطلقوا النار عليها، وقد صدمني لأني اعتقدت أنها كانت شخص شجاع تفعل ما يأمرها به الواجب مثل العديد من النساء البريطانيات يفعلن لطرد الغزاة من أرضنا، ولكن أبقيت فمي مغلقا لأني كنت أعرف أن في الحرب كل شخص يصيبه الجنون». 
كذلك تقول أخبار صحيفة جمعية تلغراف:
«شخص محلي من الدردنيل يقول انه تم اكتشاف فتاة تركية قناصة. كان لديها حول عنقها ثلاثين قرص تعريفي لرجال كانت قد قنصتهم، وبحوزتها خمسين جنيه من المال الإنجليزية.» 

## روسيا
كانت الدولة المحاربة الوحيدة التي نشرت قوات قتالية إنثوية بأعداد كبيرة من قبل الحكومة الروسية المؤقتة في عام 1917. وكان لها القليل من «كتائب المرأة» قاتلن بشكل جيد، لكنم فشلوا في توفير قيمة دعائية المتوقع منهم، وتم حلها قبل نهاية العام. في الحرب الأهلية الروسية في وقت لاحق، فإن البلاشفة أيضا قاموا بتوظيف النساء المشاة.

## الولايات المتحدة

### القوات العسكرية
أثناء الحرب، خدمت حوالي 21,498 ممرضة في الجيش الأمريكي (وكانت كل النساء في ذلك الوقت ممرضات عسكريات) في المستشفيات العسكرية في الولايات المتحدة والخارج. أكثر من 1,476 ممرضة البحرية الأميركية خدمن في المستشفيات العسكرية في الولايات المتحدة الأمريكية وخارجها. 
أول نساء أمريكيات جندن في القوات المسلحة النظامية كنُّ حوالي 13,000 أمرأة في الخدمة الفعلية في القوات البحرية. التي تخدم في الولايات المتحدة الأمريكية في وظائف وحصلن على نفس الفوائد والمسؤوليات التي يتمتع بها الرجل، بما في ذلك الأجور متطابقة (US 28.75 $ شهريا)، ويعاملن معاملة قدامى المحاربين بعد الحرب. تم تسريح هؤلاء النساء بسرعة عندما توقف القتال، وجانبا من فيلق ممرضات الجيش النظاميات وأصبحت البحرية مرة أخرى للذكور حصرا. وقام الجيش الأمريكي بتجنيد وتدريب 233 من مشغلات الهاتف ثنائيات اللغة من الإناث للعمل في التوزيع قرب الجبهة في فرنسا وأرسلت 50 من الإناث الماهرات إلى فرنسا للعمل مع فيلق التموين. سلاح مشاة البحرية الامريكية جند 305  من الإناث الاحتياط في البحرية (F) إلى «الرجال الأحرار لمحاربة» عن طريق ملئ وظائف مثل كاتبات ومشغلات الهاتف على الجبهة الداخلية. توفيت أكثر من 400 ممرضة من الولايات المتحدة في الخدمة، وكلها تقريبا من وباء الانفلونزا الاسبانية الذي اجتاح المخيمات العسكرية المزدحمة، والمستشفيات، وموانئ المغادرة. في عام 1942، تم جلب النساء في الجيش مرة أخرى بكثرة على غرار النموذج البريطاني. 

## الشخصيات البارزة
- 1914: دوروثي لورانس تنكرت كرجل من أجل أن تصبح جندي  إنجليزي في الحرب العالمية الأولى
- 1914: ماريا بوتشكارفا الروسية: Мария Леонтьевна Бочкарева، née Frolkova، الملقبة ياشكا، كانت امرأة روسية قاتلت في الحرب العالمية الأولى وشكلت كتيبة الموت النسائية.
- 1914: انضمت فلورا ساندس وهي سيدة إنجليزية، إلى وحدة القديس يوحنا للإسعاف في صربيا، وأصبحت بعد ذلك ضابطا في الجيش الصربي.[28]
- 1914: الممرضة البريطانية إديث كافيل ساعدت في علاج الجنود المصابين، من كلا الجانبين، في بلجيكا المحتلة من قبل ألمانيا. أعدمت في عام 1915 من قبل الألمان لمساعدتها للجنود البريطانيين بالهروب من بلجيكا.
- 1914: أولينا ستيبانيف، وهي ضابط من الفيلق الأوكراني سيش للرماة. كانت أول امرأة في العالم تتمكن من الحصول على رتبة ضابط.
- 1915: نظمت الفنانة الفرنسية مدام أرنو فوج من النساء الباريسيات لمحاربة الألمان.[29]
- 1915: أولغا كراسيلنيكوف، وهي امرأة روسية، تنكرت كرجل وقاتلت في تسعة عشر معركة في بولندا. ونالت صليب القديس جورج.[30]
- 1915: امرأة روسية ناتالي تايتشميني قاتلت النمساويين في أوباتو في الحرب العالمية الأولى، في حين كانت متنكره كرجل. ونالت صليب القديس جورج.[31]
- 1916: كان إيكاترينا تيودورويو بطلة رومانية حاربت وماتت في الحرب العالمية الأولى.
- 1916: ميلونكا سافيتش، بطلة حرب صربية، والمقاتلة الأكثر تقلداً للميداليات في تاريخ الحروب، منحها الفرنسيين وسام جوقة الشرف مرتين، ومنحتها روسية صليب القديس جورج، ونالت كذلك ميدالية إنجليزية وسام الأكثر تميزا سانت مايكل، ميدالية ميلوش أوبيليتش الصربية. وهي الانثى الوحيدة التي تقلدت الوسام الفرنسي كروا دي غور (حرب صليب) مع سمة النخيل.
- 1917: جوليا هانت كاتلين بارك ديبيو توفييب. أول امرأة أمريكية، تحصل على كروا دي غور وسام جوقة الشرف في الحرب العالمية الأولى لجهودها في تحويل شاتو دي آنيل إلى مستشفى الخط الأمامي.